# Vesteraalens Dampskibsselskab
La Vesteraalens Dampskibsselskab est une compagnie maritime norvégienne qui exploitait des ferrys dans le nord de la Norvège.

## Histoire
Le service de ferry est fondé par Richard With le 10 novembre 1881 à Stokmarknes, dans le Nordland, en Norvège. La même année, le premier navire de la compagnie maritime, le vapeur DS Vesteraalen (de) de 1865 (ex-SS Arendal), est acheté à Arendals Dampskibsselskab (no). La compagnie exploite le transport local, puis lance le premier express côtier en 1893 avec le Vesteraalen. Elle fusionne en 1987 avec Ofotens Dampskibsselskab (no), donnant naissance à Ofotens og Vesteraalens Dampskibsselskab (en) (OVDS). Cette dernière fusionne à son tour en 2006 avec Troms Fylkes Dampskibsselskap (en) pour former le groupe Hurtigruten,. 

## Liens exterens
- Notice dans un dictionnaire ou une encyclopédie généraliste :   - Store norske leksikon
- Notices d'autorité :   - VIAF